# Jesse Shatkin
Jesse Shatkin, de asemenea cunoscut sub numele de Belief, este un textier, producător muzical, inginer american asociat cu Kelly Clarkson, P!nk, Sia Furler, Greg Kurstin, Leona Lewis, One Direction, și mulți alții. Shatkin a fost nominalizat în 2014 pentru Premiile Grammy atât ca producător (Înregistrarea anului) cât și ca un compozitor (Cântecul anului). Ambele nominalizări s-au bazat pe activitatea sa pe piesa lui Sia „Chandelier”, care a fost co-scris și co-produs. El a fost nominalizat la categoria Înregistrarea anului în 2013 ca inginer pe de single-ul lui Clarkson „Stronger (What Doesn't Kill You)”.